# Mycale quadripartita
Mycale quadripartita är en svampdjursart som beskrevs av Boury-Esnault 1973. Mycale quadripartita ingår i släktet Mycale och familjen Mycalidae. Inga underarter finns listade i Catalogue of Life.